# Jan Blankers
Johan (Jan) Blankers (Amsterdam, 23 april 1904 – Vinkeveen, 17 juli 1977) was een Nederlandse atleet, met hink-stap-springen als specialisatie en later werkzaam als sportjournalist.. Hij nam deel aan de Olympische Spelen van 1928 in Amsterdam en werd tweemaal Nederlands kampioen. In later jaren kreeg hij nationale bekendheid als chef van de sportredactie bij dagblad De Telegraaf, maar vooral als trainer en echtgenoot van Fanny Blankers-Koen.

## Biografie

### Kampioen
Het is opmerkelijk dat Jan Blankers op het nummer hink-stap-springen in 1931 en 1932 tweemaal Nederlands kampioen kon worden en bovendien op de open Engelse kampioenschappen in 1931 en 1933 ook nog eens de AAA-titel wist te veroveren, want in deze periode heerste in Nederland Wim Peters op dit atletiekonderdeel. Blankers en A. van Kersen (in 1933) zijn echter de enige twee atleten geweest, die de niet minder dan achttien jaar durende zegereeks van Peters hebben weten te onderbreken.

### Gedwongen overstap van atleet naar trainer
Blankers nam in 1928 als hink-stap-springer deel aan de Spelen in Amsterdam, maar kwam daar met een sprong van 14,35 m niet door de kwalificatieronde heen. In de jaren dertig werden de sportieve ambities van Jan Blankers gedwarsboomd: een gescheurde achillespees, opgelopen bij een mislukte sprong tijdens een interland, zette een streep onder zijn atletiekloopbaan. Als gevolg hiervan liep hij voor de rest van zijn leven licht hinkend. Het is aannemelijk dat hij zijn door dit ongeluk vernielde ambities heeft gecompenseerd met een even ambitieuze benadering als trainer. Aanvankelijk bij de mannen, en later meer en meer exclusief voor de vrouwen.

### Looptechniek
Op 22 september 1935 liep de zeventienjarige Fanny Koen een 800 m, een afstand die niet geschikt werd geacht voor vrouwen. Ze verbeterde meteen het Nederlandse record. Frits de Ruijter, zelf een talentvolle middellangeafstandsatleet, zag haar die dag lopen. 'Fanny liep heel krachtig, ze was buitengewoon gespierd en dat is ze ook altijd geweest.' Jan Blankers was er die dag ook. Ans Kellenaers, op dat moment nog recordhoudster, was zijn pupil. Hij was ervan overtuigd dat die zou gaan winnen. 'Want de trainers van ADA,' zo zei hij in 1949, 'vonden aanvankelijk dat Fanny niet goed kon lopen. Ze moest springen, niet sprinten. Haar looptechniek was inderdaad om te huilen. Het was alsof ze de eerste 600 meter haar voeten achter zich aan liet slepen. En juist toen Ans begon terug te vallen, kwam Fanny als een kanonskogel naar voren om de wedstrijd te winnen. Ik zei tegen mezelf: dat meisje zal ooit een voortreffelijk sprintster zijn.' Op de finish had ze een voorsprong van ruim acht seconden op Kellenaers. Fanny’s optreden maakte een onuitwisbare indruk op Jan Blankers, die zijn ontmoeting met haar later als volgt beschreef: "Wij maakten officieel kennis en gingen een compagnonschap aan dat eens zou leiden tot een inniger band." Het zou ten slotte uitmonden in een huwelijk in augustus 1940. Fanny en Jan Blankers kregen samen twee kinderen.

### Blok aan het been
In 1935 werd Jan Blankers belast met de technische voorbereiding van de Nederlandse atletes voor de Olympische Spelen van 1936 in Berlijn. Het was het begin van zijn jarenlange intensieve belangstelling voor de damesatletiek. Een opvallende ontwikkeling, want in eerste instantie vond Jan Blankers damesatletiek maar niets. Volgens Ali Gerritsen noemde hij die letterlijk een blok aan het been van de KNAU. En Ans Panhorst-Niesink: 'Jan Blankers zag aanvankelijk niets in vrouwenatletiek. Ik denk dat hij door Fanny er heel anders over is gaan denken.' Ali Gerritsen verweet hem opportunistische overwegingen. 'Hij zag de grote kwaliteiten van Fanny en begreep dat hij er materieel wijzer van kon worden.'

### Kritiek op vrouwelijke deelname
De vraag is in hoeverre het Blankers kwalijk kan worden genomen, dat hij de vrouwenatletiek aanvankelijk niet serieus nam. Het was in die tijd immers de heersende opvatting. Pierre de Coubertin, de grondlegger van de moderne Olympische Spelen, was een fel tegenstander van sportbeoefening door vrouwen. Hij was van mening dat de belangrijkste taak van de vrouw moest bestaan uit het leggen van een lauwerkrans op het hoofd van de (mannelijke) winnaar. IOC-voorzitter Avery Brundage zei in 1936 over vrouwen: 'Ik heb schoon genoeg van al die vrouwen in atletiek-uitrusting. Hun charme is tot het nulpunt gedaald.'Joris van den Bergh, schrijver van Mysterieuze krachten in de sport, verwoordde het als volgt: 'Een vrouw op de Spelen is een slak die een zoutkeet binnenkruipt.' En de Rooms-Katholieke Kerk verzette zich, tot ver na de Tweede Wereldoorlog, fel tegen sport voor vrouwen en wilde alleen dan een oogje dichtknijpen, als er sprake was van afzonderlijke wedstrijden. De kleding moest daarbij dusdanig zijn dat het 'seksuele geheim van de christenmens' op waardige wijze geheim kon blijven.
Hoe het ook zij, Jan Blankers stond aan de basis van de ontwikkeling die de vrouwenatletiek in Nederland vanaf midden jaren dertig doormaakte. Hij was na de Spelen in Berlijn medeoprichter van de Amsterdamse damesvereniging Sagitta, met Fanny als een van de eerste leden. Al spoedig bleek dat de veel modernere trainingsmethode van Blankers succesvol was met als vanzelfsprekend gevolg het toetreden van vele atletes tot Sagitta, dat zich in korte tijd tot een van de sterkste Nederlandse damesverenigingen opwerkte. Met zijn pupillen Fanny en Nel van Balen Blanken boekte hij uitstekende resultaten op de eerste Europese damesatletiekkampioenschappen in Wenen in 1938.

### Wereldrecords in oorlogstijd
Het is een van de grote verdiensten van Jan Blankers geweest dat hij gedurende de bezettingsjaren 1940-1945 op zeer intensieve wijze eraan gewerkt heeft om het peil van de Nederlandse damesatletiek naar Europees en op enkele nummers zelfs naar wereldniveau te brengen. Naast de individuele wereldrecords van Fanny werden dankzij een prima estafette-training onder leiding van Blankers enkele wereldrecords op estafettenummers door de Nederlandse dames in de wacht gesleept.
Vanzelfsprekend was hij na die periode nauw betrokken bij de voorbereidingen voor de Europese kampioenschappen in Oslo in 1946 en de Olympische Spelen in Londen in 1948. Beroemd werd de door Blankers in november 1947 geïntroduceerde bostraining in het Goois Natuurreservaat bij Hilversum, een verplichte wekelijkse conditietraining voor de Nederlandse olympische selectie. Het was, voor zover bekend, het eerste trainingskamp voor vrouwen ter wereld.

### Bikkelharde criticus
Jan Blankers werd doelwit van kritiek omdat hij onvoldoende de indruk wegnam van een "dubbele pet" en daardoor minstens een schijn van belangenverstrengeling opriep, die uiterst ongewenst was. Hij vervulde immers een functie bij de bond, was partner van een prominente atlete en tevens trainer van diverse andere atleten en hij werd ook nog eens sportjournalist. Inmiddels was hij chef-sport van dagblad De Telegraaf geworden. Als concessie na deze kritiek trad Blankers in het begin van de jaren vijftig terug als trainer van het nationale damesteam. Hij bleef echter trainer bij Sagitta en atletes als Tilly van der Zwaard, Loes Boling, Ciska Jansen en Els van Noorduyn bereikten onder zijn begeleiding opvallend goede resultaten.
Als sportjournalist kon hij bikkelhard zijn in zijn kritieken. Jo Moerman: "Zijn liefde voor de atletiek bracht met zich mee dat hij niet aarzelde op z.i. onjuiste en ondeskundige beslissingen te wijzen en het kon dan ook niet uitblijven dat daarbij weleens – overigens terecht – tegen zere benen werd geschopt."
Blankers overleed in 1977, een jaar na de Olympische Spelen van Montreal, op 73-jarige leeftijd. Zijn vrouw vond hem 's ochtends vlak voordat hij zijn laatste adem uitblies in de caravan in Vinkeveen, waar ze de zomers doorbrachten. De laatste jaren van zijn leven had hij epileptische aanvallen ten gevolge van vaatvernauwing. Eerder was hij hersteld van keelkanker.
Jan Blankers was sinds 1972 erelid van de KNAU.

## Kampioenschappen

### Internationale kampioenschappen
| Onderdeel          | Titel              | Jaar       |
| ------------------ | ------------------ | ---------- |
| hink-stap-springen | Brits AAA-kampioen | 1931, 1933 |

### Nederlandse kampioenschappen
| onderdeel          | jaar       |
| ------------------ | ---------- |
| hink-stap-springen | 1931, 1932 |

## Persoonlijk record
| Onderdeel          | Prestatie | Datum       | Plaats |
| ------------------ | --------- | ----------- | ------ |
| hink-stap-springen | 14,69 m   | 7 juli 1933 | Londen |